# Паттерсон, Джеймс
Джеймс Брендан Паттерсон (англ. James Brendan Patterson, род. 22 марта 1947, Ньюберг) — американский писатель в жанре триллер и детектив, сценарист, актёр, филантроп, продюсер. Широко известен благодаря серии романов об инспекторе Алексе Кроссе. Паттерсон также написал 4 романа о детективе Майкле Беннете и 11 романов под эгидой «Женский клуб расследований убийств», а также множество самостоятельных произведений.
Один из самых высокооплачиваемых и продаваемых писателей в мире 2010, 2011, 2012, 2013, 2017 и 2018 годов по версии журнала Forbes, в 2019 году занял вторую строчку в рейтинге журнала с доходом в $70 млн.

## Биография
В 1996 году Паттерсон ушёл из рекламы и посвятил всё своё свободное время написанию романов. Главным героем большинства его произведений стал Алекс Кросс — бывший судебный психолог вашингтонского департамента полиции и Федерального бюро расследований, в настоящее время работающий в качестве частного психолога и консультанта правительства. Впервые Кросс появился в романе 1993 года «И пришёл паук». Кросс является самым любимым героем читателей Паттерсона. За последние 10 лет серия произведений об Алексе Кроссе является самой продаваемой в США.
За 33 года писательской деятельности Паттерсон написал 65 романов. На сегодняшний день он 19 раз попадал на первую строчку «Бестселлеров Нью-Йорк Таймс», а также является рекордсменом по количеству бестселлеров одного автора (56), за что также попал в Книгу рекордов Гиннесса. За последние годы было продано больше копий его романов, чем у Стивена Кинга, Джона Гришэма и Дэна Брауна вместе взятых.
В числе полученных им наград премия Эдгара Аллана По, «Международный триллер года», «Выбор Детей: Лучшая Книга Года». Он появился в популярном шоу «Симпсоны» в эпизоде «Yokel Chords» и в нескольких эпизодах сериала «Касл» в роли самого себя.
Паттерсон любит сотрудничать с другими авторами, в числе которых Максин Паэтро, Эндрю Гросс и Питер Дехондж. По его словам, такое сотрудничество вносит новые и интересные идеи в его рассказы. В 2010 году он работал со шведской писательницей Лизой Марклунд над книгой «Открытка убийцы». Действие книги происходит в Стокгольме, где расследуют убийства молодых пар по всей Европе. Впервые книга появилась на прилавках Швеции, а уже затем в США и во всём мире. В сентябре 2009 года Паттерсон подписал контракт до 2012 года на написание 11 книг для взрослых и 6 для детей. По сообщениям «Forbes» эта сделка стоит не менее $150 млн, но Паттерсон уверяет, что разговор о цене находится в процессе обсуждения.
В 2005 году Паттерсон основал «Премию Дж. Паттерсона», чтобы лично отдать около $850 тыс. в награду за нахождение оригинальных и эффективных способов распространения интереса к книгам и чтению. Однако в 2008 году награды перестали вручаться, и Паттерсон решил сосредоточить внимание на его новом проекте — ReadKiddoRead.com, который помогает родителям, учителям и библиотекарям найти самые лучшие книги для своих детей.
В 2019 году награждён Национальной гуманитарной медалью США.

### Образование и личная жизнь
Паттерсон получил степень бакалавра в Манхэттенском колледже и степень магистра в университете Вандербильта.
Он живёт в Палм-Бич, штат Флорида, с женой Сьюзан и сыном Джеком.

## Критика
Писатель ужасов Стивен Кинг назвал библиографию Паттерсона «вялым триллером», а самого автора в одном из интервью «ужасным писателем». 5 июля 2010 года в интервью «10 вопросов» журнала «Time» ему был задан вопрос «Что вы скажете критикам, которые, также как и Стивен Кинг, называют вас вовсе не великим стилистом прозы?». Паттерсон ответил: «Я не великий стилист прозы. Я рассказчик. Существует множество людей, которым не нравится то, что я пишу, к счастью, есть миллионы людей, которым это нравится!»
В 2009 критик С. Т. Джоши проанализировал книги «Дом у озера», «Медовый месяц» и «Большой плохой волк», после чего обратился с критикой в адрес писателя, обвинив его в абсурдном построении романа и обмане читателя.
Паттерсона часто критикуют по поводу его сотрудничества с другими авторами. Авторы, по согласованию с Паттерсоном, не имеют право разглашать условия их рабочих отношений, в том числе, какое именно участие они принимают в каждом соавторстве. В том же журнале «Time» в интервью «10 вопросов» Паттерсон ответил на вопрос о таком сотрудничестве: «Когда я работаю с соавтором, он обычно пишет первоначальный проект, а последующей работой занимаюсь я».

### Алекс Кросс
1. И пришёл паук (Along Came a Spider, 1993)
2. Целуя девушек (Kiss the Girls, 1995)
3. Джек и Джил (1996)
4. Кошки-Мышки (1997)
5. Прыжок ласки (Pop goes the Weasel, 1999)
6. Розы красные (2000)
7. Фиалки синие (2001)
8. Четверо слепых мышат (2002)
9. The Big Bad Wolf (2003)
10. Лондонские мосты (2004)
11. Мэри, Мэри (2005)
12. Кросс (2006)
13. Double Cross (2007)
14. Cross Country (2008)
15. Aleex Cross’s Trial (2009) в соавторстве с Ричардом ДиЛалло
16. Меня зовут Алекс Кросс (I, Alex Cross, 2009)
17. Cross Fire (15 ноября 2010)

### Женский клуб расследований убийств
1. Умереть первым (2001) в соавторстве с Эндрю Гроссом
2. Второй шанс (2002) в соавторстве с Эндрю Гроссом
3. Третья степень (2004) в соавторстве с Максин Паэтро
4. Четвёртое июля (2005) в соавторстве с Максин Паэтро
5. Пятый всадник (2006) в соавторстве с Максин Паэтро
6. Шестая мишень (2007) в соавторстве с Максин Паэтро
7. 7th Heaven (2008) в соавторстве с Максин Паэтро
8. 8th Conffesion (2009) в соавторстве с Максин Паэтро
9. The 9th Judgment (2010) в соавторстве с Максин Паэтро
10. 10th Anniversary (2011) в соавторстве с Максин Паэтро
11. 11th Hour (2012) в соавторстве с Максин Паэтро
12. 12th of Never (2013) в соавторстве с Максин Паэтро

### Maximum Ride
1. The Angel Experiment (2005)
2. School’s Out-- Forever (2006)
3. Saving the World: And Other Extreme Sports (2007)
4. The Final Warning (2008)
5. Max (2009)
6. Fang (2010)
7. Angel (2011)
8. Nevermore (2012)
9. Maximum Ride Forever (2015)

### Детские книги
1. Middle School: the Worst Years of My Life
2. Middle School: Get Me Out of Here!
3. Охотники за сокровищами

- «Последние дни Джона Леннона» (2020)[4]

Убийственные игры (создана экранизация)

## Фильмография
- «Касл» (1 сезон, 1 серия) — в роли самого себя